# Primera División de Macedonia 2017-18
La Primera División de Macedonia 2017-18 fue la edición número 26 de la Primera División de Macedonia. La temporada comenzó el 12 de agosto de 2017 y terminó el 20 de mayo de 2017. Shkëndija conquistó su segundo título de liga.

## Sistema de competición
Los 10 equipos participantes jugaron entre sí todos contra todos cuatro veces totalizando 36 partidos cada uno, al término de la jornada 36 el primer clasificado obtuvo un cupo para la primera ronda de la Liga de Campeones 2018-19, mientras que el segundo y tercer clasificado obtuvieron un cupo para la primera ronda de la Liga Europea 2018-19; por otro lado los dos últimos clasificados descendieron a la Segunda División 2018-19, mientras que el penúltimo jugó los Play-offs de relegación contra el tercero de la Segunda División 2017-18 para determinar su participación en la Primera División de Macedonia 2018-19.
Un tercer cupo para la primera ronda de la Liga Europea 2018-19 fue asignado al campeón de la Copa de Macedonia.

## Ascensos y descensos
| Pos. | de la Primera División de Macedonia 2016-17 |
| ---- | ------------------------------------------- |
| 11.º | Bregalnica                                  |
| 12.º | Makedonija GP                               |

| Pos. | de la Segunda Liga de Macedonia 2016-17 |
| ---- | --------------------------------------- |
| 1.º  | Akademija Pandev                        |
| 2.º  | Skopje                                  |

## Equipos participantes
| Equipo           | Ciudad    | Estadio                   | Capacidad |
| ---------------- | --------- | ------------------------- | --------- |
| Akademija Pandev | Strumica  | Stadion Blagoj Istatov    | 9.200     |
| Pelister         | Bitola    | Tumbe Kafe Stadium        | 8.000     |
| Pobeda           | Prilep    | Goce Delčev Stadium       | 15.000    |
| Rabotnički       | Skopie    | Filip II de Macedonia     | 33.460    |
| Renova           | Džepčište | Gradski Stadion de Berane | 11.000    |
| Shkëndija        | Tetovo    | Ecolog Arena Tetovo       | 1.500     |
| Shkupi           | Skopie    | Stadion Čair              | 6.000     |
| Sileks           | Kratovo   | Sileks Stadion            | 3.000     |
| Skopje           | Skopie    | Železarnica Stadium       | 8.000     |
| Vardar           | Skopie    | Filip II de Macedonia     | 33.460    |

## Desarrollo

### Tabla de posiciones
| Pos. | Equipo           | Pts. | PJ | G  | E  | P  | GF  | GC | Dif. | Clasificación 2018–19                          |
| ---- | ---------------- | ---- | -- | -- | -- | -- | --- | -- | ---- | ---------------------------------------------- |
| 1    | Shkëndija (C)    | 91   | 36 | 29 | 4  | 3  | 101 | 27 | +74  | Primera ronda de la Liga de Campeones          |
| 2    | Vardar           | 56   | 36 | 16 | 8  | 12 | 53  | 41 | +12  | Primera ronda de la Liga Europea               |
| 3    | Rabotnichki      | 52   | 36 | 14 | 10 | 12 | 50  | 43 | +7   | Primera ronda de la Liga Europea               |
| 4    | Shkupi           | 51   | 36 | 13 | 12 | 11 | 51  | 46 | +5   | Primera ronda de la Liga Europea               |
| 5    | Sileks           | 50   | 36 | 13 | 11 | 12 | 30  | 37 | −7   |                                                |
| 6    | Akademija Pandev | 42   | 36 | 10 | 12 | 14 | 43  | 47 | −4   |                                                |
| 7    | Renova           | 41   | 36 | 10 | 11 | 15 | 36  | 53 | −17  |                                                |
| 8    | Pobeda (O)       | 38   | 36 | 10 | 8  | 18 | 35  | 56 | −21  | Promoción por la permanencia                   |
| 9    | Skopje           | 35   | 36 | 7  | 14 | 15 | 24  | 43 | −19  | Descenso a Segunda Liga de Macedonia del Norte |
| 10   | Pelister         | 34   | 36 | 8  | 10 | 18 | 37  | 68 | −31  | Descenso a Segunda Liga de Macedonia del Norte |

Actualizado a los partidos jugados el 20 de mayo de 2018.
 Fuente: Soccerway
Notas:
1. ↑  Tras ganar la Copa de Macedonia, el Shkëndija obtuvo un cupo para la primera ronda de la Liga Europea 2018-19, pero al ya encontrarse clasificado a la Liga de Campeones por su posición de liga, el cupo pasa al cuarto clasificado.

### Resultados cruzados
| Local \ Visitante | AKA | PEL | POB | RAB | REN | SKE | SKU | SIL | SKO | VAR |
| ----------------- | --- | --- | --- | --- | --- | --- | --- | --- | --- | --- |
| Akademija Pandev  | —   | 2–0 | 0–1 | 1–1 | 1–0 | 3–2 | 2–0 | 0–1 | 2–0 | 0–2 |
| Pelister          | 3–4 | —   | 2–1 | 1–1 | 2–1 | 1–3 | 2–2 | 1–2 | 0–0 | 0–1 |
| Pobeda            | 2–2 | 1–2 | —   | 2–4 | 1–1 | 0–2 | 2–1 | 0–2 | 4–2 | 1–0 |
| Rabotnichki       | 1–2 | 2–0 | 4–0 | —   | 0–0 | 2–6 | 1–0 | 0–0 | 3–0 | 3–1 |
| Renova            | 3–1 | 1–0 | 0–0 | 3–1 | —   | 1–6 | 0–0 | 0–3 | 5–1 | 2–5 |
| Shkëndija         | 2–1 | 3–0 | 3–3 | 2–1 | 2–0 | —   | 4–1 | 5–0 | 4–0 | 2–0 |
| Shkupi            | 1–1 | 1–1 | 1–0 | 2–1 | 4–1 | 0–3 | —   | 0–1 | 1–0 | 2–0 |
| Sileks            | 1–0 | 1–4 | 1–0 | 2–1 | 0–0 | 0–2 | 0–1 | —   | 1–0 | 0–0 |
| Skopje            | 1–1 | 1–0 | 0–1 | 0–0 | 0–0 | 1–2 | 0–0 | 1–1 | —   | 1–1 |
| Vardar            | 3–1 | 1–0 | 4–0 | 1–0 | 2–1 | 4–2 | 1–0 | 3–1 | 3–0 | —   |

| Local \ Visitante | AKA | PEL | POB | RAB | REN | SKE | SKU | SIL | SKO | VAR |
| ----------------- | --- | --- | --- | --- | --- | --- | --- | --- | --- | --- |
| Akademija Pandev  | —   | 1–1 | 1–0 | 0–1 | 1–1 | 2–2 | 1–2 | 1–2 | 0–0 | 1–1 |
| Pelister          | 1–3 | —   | 1–1 | 3–2 | 3–2 | 0–6 | 0–2 | 2–1 | 0–0 | 0–0 |
| Pobeda            | 0–0 | 1–1 | —   | 2–0 | 1–0 | 2–1 | 3–3 | 1–0 | 0–1 | 2–0 |
| Rabotnichki       | 1–1 | 4–0 | 4–2 | —   | 0–0 | 0–2 | 1–1 | 2–0 | 3–2 | 2–1 |
| Renova            | 2–1 | 1–0 | 2–1 | 2–1 | —   | 0–3 | 3–1 | 0–0 | 2–0 | 1–1 |
| Shkëndija         | 1–0 | 4–0 | 3–0 | 3–0 | 5–0 | —   | 2–0 | 1–0 | 3–1 | 1–1 |
| Shkupi            | 5–2 | 5–2 | 3–1 | 1–1 | 3–0 | 0–3 | —   | 1–1 | 0–2 | 4–1 |
| Sileks            | 0–0 | 1–1 | 1–0 | 0–0 | 1–0 | 1–3 | 1–1 | —   | 0–1 | 0–2 |
| Skopje            | 0–2 | 4–0 | 1–0 | 0–1 | 1–1 | 0–0 | 1–1 | 1–1 | —   | 0–0 |
| Vardar            | 3–2 | 2–3 | 3–0 | 0–1 | 1–0 | 2–3 | 1–1 | 2–3 | 0–1 | —   |

## Promoción por la permanencia
Fue disputado a partido único entre el 8.ª Clasificado de la Tabla Acumulada y el ganador del partido entre el tercero y el cuarto de la Segunda Liga de Macedonia 2017-18.
|}

## Goleadores
| Equipo 1 | Resultado | Equipo 2 |
| -------- | --------- | -------- |
| Pobeda   | 2–1       | Borec    |

| Pos. | Jugador                  | Club              | Goles |
| ---- | ------------------------ | ----------------- | ----- |
| 1    | Ferhan Hasani            | Shkëndija         | 22    |
| 1    | Besart Ibraimi           | Shkëndija         | 22    |
| 3    | Zoran Baldovaliev        | Akademija Pandev  | 14    |
| 4    | Blazhe Ilijoski          | Pelister & Shkupi | 13    |
| 4    | Alen Jasharoski          | Shkupi            | 13    |
| 6    | Chinedu Charles Geoffrey | Rabotnichki       | 11    |
| 6    | Stênio Júnior            | Shkëndija         | 11    |
| 6    | Kire Markoski            | Rabotnichki       | 11    |
| 9    | Tigran Barseghyan        | Vardar            | 9     |
| 9    | Marjan Radeski           | Shkëndija         | 9     |